# Lac de Sélingué
Le lac de Sélingué est un lac artificiel de 409 km2 et 2,2 milliards de m3 situé à 140 km à l'Ouest de Bamako, à la frontière entre la Guinée et le Mali.

## Historique

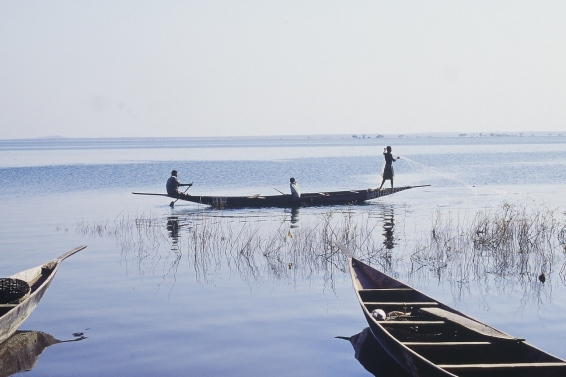
Pêche sur le lac du barrage de Sélingué

Le lac de Sélingué a été créé par la construction du barrage hydroélectrique de Sélingué de 1976 à 1980 sur la rivière Sankarani, un affluent du Niger. La mise en eau du barrage, et par voie de conséquence la création du lac artificiel, s'est faite entre 1984 et 1985. Des campements de pêcheurs – poussés par les vagues de sécheresse successives du delta du Niger entre 1970 et 1980 – se sont installés sur quatre zones : Carrière, Sélinkégny, Farabacoro et Yanfolila.
Une deuxième vague de migration interne des pêcheurs bozo du delta central du Niger, venus des régions de Ségou et Mopti attirés par des pêches dites « miraculeuses », s'est produite au début des années 1980, appauvrissant les ressources en poissons du lac. Depuis cette période, la moitié des pêcheurs du lac de Sélingué sont des saisonniers issus du delta central du Niger – traditionnellement nomades –, qui viennent avec leur famille – les femmes s'occupant de la vente – dans les campements durant quatre à six mois à la période propice de pêche avant de repartir à l'Est entre novembre et février lors de la raréfaction des poissons dans le lac avec la montée des eaux et de la période de pêche sur le Niger.
Plus récemment, l'arrivée de pêcheurs maliens installés en Côte d'Ivoire – et fuyant les exactions liées au concept d'ivoirité promu par le président Henri Konan Bédié à partir de 1993 – sont venus s'installer à partir de 1998 sur les rives du lac de Sélingué.
En plus de la pêche, le lac de Sélingué possède une activité de riziculture et de cultures maraîchères.